# Acrocyrtidus longipes
Acrocyrtidus longipes là một loài bọ cánh cứng trong họ Cerambycidae.